# Eschentzwiller
Eschentzwiller é uma comuna francesa na região administrativa de Grande Leste, no departamento Alto Reno. Estende-se por uma área de 3,19 km². Em 2010 a comuna tinha 1 521 habitantes (densidade: 476,8 hab./km²).